# Lavos
Lavos es una freguesia portuguesa del concelho de Figueira da Foz, con 35,74 km² de superficie y 4.171 habitantes (2001). Su densidad de población es de 116,7 hab/km².